# Public Investment Fund Tower
Public Investment Fund Tower (früher Capital Market Authority Tower)

ist ein Wolkenkratzer, der 2017 fertiggestellt wurde. Er gehört zum neu entstehenden Stadtteil King Abdullah Financial District im Norden von Saudi-Arabiens Hauptstadt Riad.
Mit der Planung des Projektes, das im Jahr 2009 der Öffentlichkeit vorgestellt wurde, waren die Architekturbüros Hellmuth, Obata + Kassabaum und Omrania betraut gewesen. Im Herbst 2010 begannen die ersten Arbeiten an dem Gebäude. Im Sommer 2014 erreichte das Bauwerk seine endgültige Höhe von 385 Metern. Damit ist es bei Fertigstellung das mit Abstand höchste Gebäude der Stadt und nach dem Mecca Royal Clock Tower Hotel in Mekka das zweithöchste des Landes. Das Bauwerk verfügt über 77 oberirdische und vier unterirdische Geschosse, die als Büroflächen genutzt werden.